# Tres corbs negres baixistes
Tres corbs negres baixistes (en anglès: Bearish Three Black Crows) és un patró d'espelmes japoneses format per tres espelmes que indica un possible canvi de tendència alcista; rep aquesta denominació perquè el formen tres espelmes negres successives que serien els corbs. És un fort senyal de canvi de tendència alcista.

## Criteri de reconeixement
1. La tendència prèvia és alcista.
2. Es forma una primera espelma negra caracteritzada per un gap a l'alça que s'omple tancant a la baixa
3. Es formen dues espelmes negres successives
4. Cadascuna obra dins del cos de l'anterior (superior al tancament previ), més amunt o més avall, però és preferible que sigui de la meitat en avall
5. Cadascuna té un tancament inferior a l'anterior, i aquest és proper al low

## Explicació
En un context de tendència alcista, l'aparició de les tres espelmes negres successives marcant nous mínims successius i propers al low evidencia que ja s'ha arribat a un canvi de tendència alcista. Cadascun dels tres dies els bulls han intentat i reeixit en una obertura a l'alça, però cada dia els bears han pres el control i han forçat un tancament inferior, de manera que les espelmes negres es formen pel tancament de posicions llargues.

## Factors importants
Les obertures estan dins del cos, i és indiferent si és més amunt o més avall, per bé que és preferible que siguin de la meitat en avall. La fiabilitat d'aquest patró és molt alta, però tot i així es recomana la confirmació l'endemà en forma gap baixita, un trencament de tendència si no ho ha fet ja, o una nova espelma negra amb tancament inferior. Així mateix, cal estar previngut segons la franja temporal en la que es treballi, doncs si és en diari i les espelmes negres són molt llargues cal estar previngut de possibles pull backs per sobrevenda.